# Compositum
En algèbre, le compositum de deux corps commutatifs E et F inclus dans un troisième corps commutatif L est le plus petit sous-corps de L contenant à la fois E et F. On le note EF.
Dans le cadre de la théorie de Galois, on dispose du théorème suivant :
Si k est un sous-corps commun à E et F et si l'extension E/k est galoisienne, alors :
- les extensions EF/F et E/(E∩F) sont galoisiennes ;
- la restriction fournit un isomorphisme de Gal(EF/F) sur Gal(E/(E∩F)).